# Wiesław Maniak
Wiesław Jan Maniak (Lwów, 1938. május 22. – Kurcsatov, Kurszki terület, 1982. június 28.) Európa-bajnok, olimpiai ezüstérmes lengyel atléta.

## Pályafutása
1964-ben vett részt első alkalommal az olimpiai játékokon. Tokióban két versenyszámban indult. A száz méteres síkfutás döntőjében kevesebb, mint két tized másodperccel maradt le a dobogóról, és lett negyedik.
Maniak tagja volt hazája négyszer százas váltójának is, mellyel ezüstérmet szerzett.
1966-ban Európa-bajnok lett száz méteren a Budapesten rendezett kontinensviadalon. 1968-ban a mexikóvárosi olimpián ugyanazon számokban indult, mint négy évvel korábban Tokióban. Egyéniben ezúttal nem jutott döntőbe, míg a váltóval nyolcadik lett.

## Egyéni legjobbjai
- 100 méteres síkfutás - 10,1 s (1965)
- 200 méteres síkfutás - 21,1 s (1967)